# Centraal-Kaspische Dictatuur
De Centraal-Kaspische Dictatuur (Russisch: Диктатура Центрокаспия, Diktatoera Tsentrokaspija) was een anti-Sovjet regering in Bakoe, de hoofdstad van de pas opgerichte Democratische Republiek Azerbeidzjan. Ze werd op 1 augustus 1918 opgericht tijdens de Russische Burgeroorlog en werd gesteund door Groot-Brittannië. De naam is afgeleid van de afkorting "Tsentrokaspi" voor "Centraal Comité van de Kaspische Militaire Vloot" (Центральный комитет Каспийской военной флотилии; vloot overgenomen van het Keizerrijk Rusland).

## Ontstaan
Dit regime verving de pro-RSFSR Commune van Bakoe die instortte op 26 juli 1918, toen de bolsjewieken in de Sovjet van Bakoe werden weggestemd en gedwongen werden hun macht af te geven.
De nieuwe regering werd samengesteld uit de Sociaal-Revolutionaire Partij, de mensjewieken en de Armeense nationale beweging die bekendstond als de Dashnak (Armeense Revolutionaire Federatie).
Al deze machten vroegen naar Britse hulp om het naar Bakoe oprukkende Ottomaanse Leger van de Islam te stoppen. Britse troepen onder leiding van generaal Dunsterville bezetten de stad en hielpen de voornamelijk Dashnak-Armeense troepen de hoofdstad te verdedigen in de Slag bij Bakoe. Bakoe viel op 15 september 1918 en een Azerbeidzjaans-Ottomaans leger ging de hoofdstad binnen. De Britse troepen en het grootste deel van de Armeense bevolking vluchtten. Het Ottomaanse Rijk tekende de Wapenstilstand van Mudros op 30 oktober 1918, en de Britse bezettingsmacht ging opnieuw Bakoe binnen.